# Convention sur la prévention de la pollution des mers résultant de l'immersion de déchets
Pour les articles homonymes, voir Convention de Londres.
La Convention sur la prévention de la pollution des mers résultant de l'immersion de déchets, communément appelée Convention de Londres ou LC72 est un traité international sur le contrôle de la pollution des mers par immersion de déchets, encourageant les accords régionaux en complément du texte de base. Elle porte sur l'élimination des déchets et autres matériaux en mer, depuis les navires, aéronefs et plates-formes. Elle ne couvre ni les émissions à partir de sources côtières, comme les égouts, ni les déchets provenant de l'exploration et de l'exploitation des ressources minérales maritimes, et ne s'applique pas en cas de force majeure lorsqu'il s'agit de sauvegarder des vies humaines ou de sécurité des navires. Elle ne couvre pas non plus le stockage de matière dans un but autre que l'élimination.

La Convention de Londres est entrée en vigueur le 30 août 1975.  

## Histoire
La Convention fut planifiée à Stockholm lors de la Conférence des Nations unies sur l’environnement humain (juin 1972) et le texte fut adopté le 13 novembre 1972 par la Conférence intergouvernementale sur la Convention relative à l'immersion de déchets en mer, qui s'était réunie à Londres. La signature du traité commença le 29 décembre 1972. 
Cette convention arrive après plusieurs graves événements de pollution des mers et océans par immersion de déchets, tels qu'en mai 1972, l'affaire des boues rouges de la Montedison, qui déverse dans la Méditerranée des déchets industriels dangereux.
La Convention entra en vigueur le 30 août 1975, quand 15 pays l'eurent ratifiée. En février 2025, 87 États étaient Parties contractantes. L'OMI assume les fonctions de secrétariat qui se rattachent à la Convention.

## Le texte de la convention
La Convention de Londres est composée de 22 articles et de 3 annexes. L'annexe I liste les déchets dont l'immersion est interdite (bien que pour certains de ces matériaux, l'immersion soit autorisée à l'état de traces ou sous une forme devenant rapidement inoffensive). L'annexe II détaille les déchets pour lesquels un permis spécifique d'immersion est requis. L'annexe III précise les critères régissant la délivrance d'un permis général d'immersion pour tous les autres déchets, et traite de la nature des déchets autorisés, des caractéristiques du lieu d'immersion et de la méthode d'évacuation.
L'objectif principal de la Convention de Londres est d'empêcher l'évacuation incontrôlée de détritus en mer pouvant mettre en danger la santé humaine, les organismes marins, l'environnement maritime, ou pouvant interférer avec les autres activités maritimes. La Convention étend son champ sur toutes les eaux maritimes autres que les eaux internes des États signataires.

## Mise en œuvre
Depuis son entrée en vigueur, en 1975, la Convention a fourni un cadre à la prévention et au contrôle de la pollution maritime, dans lequel les Parties contractantes ont réalisé des progrès constants dans la préservation de l'environnement maritime. 
Parmi les étapes majeures figure l'interdiction, en 1993, de l'immersion des déchets faiblement radioactifs et de l'incinération des déchets industriels. Les efforts des adhérents sont soutenus par un secrétariat permanent accueilli par l'OMI. La Réunion consultative des Parties contractantes est l'organe de prise de décision de la Convention. Elle prend conseil sur les sujets demandant une expertise multidisciplinaire auprès du Groupe conjoint d'experts sur les aspects scientifiques de la protection de l'environnement marin (GESAMP), composé d'experts nommés par l'OMI, la FAO, l'UNESCO et sa Commission océanographique internationale (IOC), l'OMC, l'OMS, l'AIEA, l'ONU et le PNUE. Un Groupe scientifique sur l'immersion, composé d'experts gouvernementaux des Parties contractantes, répond à tous les besoins scientifiques de la Réunion consultative, en particulier pour la préparation de listes de substances dangereuses, le développement de lignes de conduites pour l'implémentation de la Convention, et l'information publique sur l'impact des différentes contaminations sur l'environnement marin.

## Le protocole de 1996
Le 17 novembre 1996, une réunion spéciale des parties contractantes a adopté le Protocole de 1996 à la Convention de 1972 sur la prévention de la pollution des mers résultant de l'immersion de déchets (dit Protocole de 1996). Le protocole de 1996 a déplacé le périmètre de la Convention de 1972 vers le milieu terrestre, créant un lien entre la gestion des déchets terrestres et maritimes. Preuves en sont la codification du principe de précaution et l'institution d'exigence telles que l'audit de prévention des déchets, l'identification et la maîtrise des sources de contamination, et la collaboration avec les agences locales et nationales agissant pour le contrôle des sources de contamination. Ratifié par 30 pays en mars 2006, il est entré en vigueur et remplace maintenant la Convention de Londres. 

En harmonie avec l'Agenda 21 de 1992 (Rio), le protocole de 1996 fait évoluer la convention vers une prise en compte plus forte de la prévention ; en particulier pour passer d'une évacuation contrôlée en mer d'une variété de déchets terrestres à des solutions terrestres intégrées pour la plupart des déchets, et à une élimination maritime contrôlée pour une catégorie restreinte de déchets.
Parmi les principales innovations du protocole de 1996 on distingue 
- une codification du principe de précaution et du principe pollueur-payeur.
- l'approche dite de la « liste inverse » qui est une révision structurelle majeure de la Convention, visant à concrétiser le principe de précaution. Désormais, au lieu d'interdire l'immersion des déchets dangereux listés, les Parties contractantes doivent interdire l'immersion de tout déchet non listé dans l'annexe I (la liste inverse) du protocole de 1996. L'immersion de déchets mentionnés dans cette annexe nécessite en outre un permis.
- Les parties devront maintenant adopter des mesures assurant que l'émission de permis et les conditions des immersions ainsi autorisées soient conformes à l'annexe II (évaluation des déchets) du Protocole. 
Les substances de la liste inverse comprennent les déblais de dragage ; les boues d'épuration ; les déchets issus du traitement industriel du poisson ; les navires et plates-formes ou autres ouvrages artificiels en mer ; les matières géologiques inertes, inorganiques ; les matières organiques d'origine naturelle ; et les objets volumineux constitués de fer, d'acier, de béton et de matériaux également non nuisibles, dont l'impact physique suscite des préoccupations, à condition qu'ils viennent de lieux sans autres solutions tels que des petites îles isolées.
- Le protocole de 1996 interdit aussi l'incinération en mer (sauf en cas d'urgence) et l'exportation de déchets vers des états non-adhérents à fin d'immersion ou d'incinération en mer.
- Il comprend une clause spéciale sur l'enfouissement sous-marin du CO2 dans un but de lutte contre le réchauffement climatique. En 2007, le Japon avait déjà modifié[2] sa loi sur la prévention des pollutions marines et celle sur la prévention des catastrophes naturelles pour adopter le protocole, après d'autres pays, mais avec l'intention de rapidement enfouir sous la mer 100 000 tonnes en 2008 de CO2 contre 10 000 en 2007, avec un projet de croissance de cet enfouissement jusqu'en 2015. L'impact écologique de ce type de solution est mal évalué, notamment concernant le risque de relargage en cas de tremblement de terre ou tsunami.

## Parties contractantes
En janvier 2003, 78 États avaient ratifiée la Convention de Londres :
Afghanistan, Afrique du Sud, Antigua-et-Barbuda, Argentine, Australie, Azerbaïdjan, Barbade, Belgique, Biélorussie, Brésil, Canada, Cap-Vert, Chili, République démocratique du Congo, Costa Rica, Côte d'Ivoire, Croatie, Cuba, Chypre, Danemark, Égypte, Émirats arabes unis, États-Unis, Finlande, France, Gabon, Allemagne, Grèce, Guatemala, Haïti, Honduras, Hong Kong (membre associé), Hongrie, Islande, Iran, Irlande, Italie, Jamaïque, Japon, Jordanie, Kenya, Kiribati, Corée du Sud, Libye, Luxembourg, Malte, Mexique, Monaco, Maroc, Nauru, Nouvelle-Zélande, Nigeria, Norvège, Oman, Pakistan, Panama, Papouasie-Nouvelle-Guinée, Pays-Bas, Philippines, Pologne, Portugal, République dominicaine, République populaire de Chine, Royaume-Uni, Russie, Sainte-Lucie, Serbie-et-Monténégro, Seychelles, Slovénie, Îles Salomon, Espagne, Suriname, Suède, Suisse, Tonga, Tunisie, Ukraine, Vanuatu